# Артроплевры
Артропле́вры (лат. Arthropleura) — род ископаемых гигантских двупарноногих многоножек (Diplopoda), известный из отложений визейского — сакмарского ярусов (нижний карбон—нижняя пермь, 346—290 млн лет назад). Остатки обнаружены на территории Польши, Германии, Бельгии, Шотландии, Англии, Франции и на северо-востоке Северной Америки. Артроплевры — самые крупные из известных сухопутных беспозвоночных. Этому есть несколько объяснений.
Так, широко распространена гипотеза, согласно которой достижение артроплеврами рекордно крупных размеров стало возможным в связи с повышенным содержанием кислорода в атмосферном воздухе каменноугольного периода, которое делало трахейную дыхательную систему более эффективной, а также благодаря отсутствию крупных наземных позвоночных, которые могли бы выступать в роли хищников. Соответственно, вымирание в начале пермского периода связывают со снижением содержания кислорода в атмосфере в связи с изменением климата тропических областей.

## Этимология
Латинское название рода образовано от др.-греч. ἄρθρον — сустав и πλευρά — бок, ребро.

## Строение
Плоское тело артроплевры состояло из ряда сегментов, заходивших один за другой. У неё было 30 пар ног. Длина тела составляла от 0,3 до 2,6 метра, а масса доходила до 50 кг. По объёмным окаменелостям двух юных особей Arthropleura sp. из касимовских (~305 млн лет назад) лагерштеттов Монсо-ле-Мин, Франция, в 2024 году проведено исследование головы многоножки. Переднюю часть головы покрывали уплощённые пластинки. Глаза стебельчатые, без омматидиев; антенны состоят из семи сегментов, которые по мере удаления от головы расширяются дистально, а наиболее крупный — первый, овальной формы. Челюсти сохранились частично, на одной верхней челюсти представлены два подомера, на другой их было, видимо, три. Присутствия когтей (клешней) на челюстях не обнаружено.

## Питание
По-видимому, артроплевры питались растительной пищей. Были обнаружены их окаменелые остатки со спорами папоротников (Polypodiophyta) и фрагментами плауновидных (Lycopodiophyta) в кишечнике. Возможно, что маленькие артроплевры были растительноядными, а большие были всеядны, используя свои челюсти как для питания растительностью, так и для охоты на мелких животных. Считается, что среднего размера артроплевра, возможно, съедала до тонны растительности в год.
Анализ содержимого кишечника выявил присутствие в нём тканей плаунов (Lycopodiophyta). На одном из отпечатков артроплевры были обнаружены прилипшие к ее конечности пыльцевые зерна семенных папоротников Medullosales, что дало повод рассматривать ее в качестве возможного опылителя этих растений.

## Ихнофоссилии
Окаменевшие следы, т. е. ихнофоссилии (от др.-греч. ἴχνος — след), артроплевр были найдены во многих местах. У следов есть отдельное название — Diplichnites cuithensis.